# Condado de Jerauld
O Condado de Jerauld é um dos 66 condados do Estado americano da Dakota do Sul. A sede do condado é Wessington Springs, e sua maior cidade é Wessington Springs. O condado possui uma área de 1 380 km² (dos quais 7 km² estão cobertos por água), uma população de 2 295 habitantes, e uma densidade populacional de 0,6 hab/km² (segundo o censo nacional de 2000).